# International Species Information System
L'International Species Information System (ISIS), letteralmente sistema internazionale di informazione sulle specie, è un'organizzazione senza scopo di lucro creata negli Stati Uniti (nello zoo del Minnesota) nel 1973 per raccogliere e immagazzinare informazioni sugli animali appartenenti a specie selvatiche mantenuti in cattività. Consente ai propri membri (825 istituzioni, tra zoo e acquari, di 76 paesi del mondo) di raccogliere dati di tutte le specie selvatiche ospitate negli zoo e di visualizzare dei software per condividerli.
Attualmente il database dell'ISIS contiene informazioni su 2,4 milioni di animali appartenenti a circa 10.000 specie. I membri ISIS utilizzano le informazioni biologiche per curare e gestire i propri animali.